# Lucille Ball
Lucille Désirée Ball (Jamestown, Chautauqua megye, 1911. augusztus 6. – Los Angeles, Kalifornia, 1989. április 26.) négyszeres Primetime Emmy-díjas amerikai színésznő, humorista, modell és producer. Leginkább a klasszikus I Love Lucy című sitcom főszereplőjeként volt ismert, de a The Lucy Show, Here’s Lucy és a Life with Lucy című sitcomokban is főszerepeket játszott, illetve a sorozatok producereként is szolgált. A Desilu Productions filmstúdió tulajdonosa volt, férjével, Desi Arnazzal együtt.

## Élete
Jamestownban született, a 69 Stewart Avenue-n. Szülei Henry Durrell Ball (1887-1915) és Désirée "DeDe" Evelyn Ball (1892-1977) voltak. Lucille felmenői leginkább angolok voltak, de skót, francia és ír felmenőkkel is rendelkezett. Néhányan közülük a tizenhárom gyarmat legkorábbi telepesei voltak.
Mivel apját a munkája miatt gyakran áthelyezték, így a család többször költözött. Jamestownból a Montana állambeli Anacondába, majd a New Jersey-i Trentonba. 1915 februárjában Lucille édesapja elhunyt, ekkor a michigani Wyandotte-ban éltek. Henry halálának idején DeDe Ball terhes volt második gyerekével, Fred Ball-lal (1915-2007). Ball nem nagyon emlékezett, mi történt apja halála idején, csak arra emlékezett, hogy egy madár bent ragadt a házban, így alakult ki a madaraktól való félelme, ami egész életét végigkísérte.
1926-ban anyja beiratta őt a John Murray Anderson School for the Dramatic Arts iskolába. Bette Davis is itt tanult. Ball később elmondta, hogy "ebben az iskolában csak azt tanultam meg, hogyan féljek." Tanárai úgy érezték, hogy sikertelen lesz a szórakoztatóiparban, és ezt meg is merték mondani.
A kemény kritikák ellenére elkötelezte magát, hogy bebizonyítja a tanárainak, hogy tévednek. 1928-ban visszaköltözött New York Citybe, és Hattie Carnegie-nek kezdett dolgozni.
Színészi álmait kerékbe törte, hogy reumás lett, emiatt két évig nem tudott dolgozni.
1932-ben ismét Carnegie-nek dolgozott, illetve a Chesterfield cigaretta reklámfigurája is volt. Felvette a Diane (vagy Dianne) Belmont nevet, és a Broadway-en kórusokban szerepelt, de ez nem tartott sokáig. Ball-t felfogadta Earl Carroll impresszárió és Florenz Ziegfield is, de mind a ketten hamar kirúgták őt.
Karrierje az 1933-as Roman Scandals című filmmel kezdődött, igaz, ebben csak kicsi szerepe volt és nem jelent meg a neve a stáblistán. Ezután véglegesen Hollywoodba költözött és több harmincas évekbeli filmben szerepelt.
Az 1940-es években a Metro-Goldwyn-Mayerrel kötött szerződést, de nem emelkedett szupersztár státuszba. Hollywoodi körökben a „Zs-kategóriás filmek királynőjeként” emlegették.
Mint több más feltörekvő színésznő, Ball is elkezdett szerepelni a rádióban. 1937-ben rendszeresen szerepelt a The Phil Baker Show-ban. Miután ez 1938-ban véget ért, a The Wonder Show szereplőgárdájának tagja lett. Itt kezdődött ötven éves kapcsolata Gale Gordon producerrel. A The Wonder Show egy évadot élt meg, az utolsó epizódja 1939. április 7.-én volt.
1948-ban a My Favorite Husband című rádiós komédia egyik szereplője lett. (Karakterének, Liz Coopernek korábban Liz Cugat volt a neve; emiatt Xavier Cugat zenekarvezető pert indított.)
A műsor sikeres volt, és a CBS megkérte Ball-t, hogy ültesse ezt át a televízióba. Ball beleegyezett, de azr szerette volna, hogy férjével, Desi Arnazzal dolgozzon. A CBS emberei tétováztak, ugyanis úgy gondolták, hogy a közönség nem fogadna el egy angol-amerikai nő és egy kubai férfi párosát. A csatornának eleinte nem tetszett a pilot epizód; emiatt a páros vaudeville-előadásokkal lépett fel. Az előadások sikere miatt a CBS felvette az I Love Lucy-t a kínálatába.
Ball és Arnaz ekkoriban nem álltak túl jó kapcsolatban, főleg a fellépési időpontjaik miatt, de főleg azért, mert Desi szemet vetett más nőkre is.
Ő volt az első nő, aki egy televíziós sorozatokat gyártó cég főnöke volt: a Desilu-é, amelyet Arnazzal közösen alapított. Miután 1960-ban elváltak, Ball megvette Arnaz részesedését is. A Desilu és az I Love Lucy több forgatási módszer úttörője is volt; például az élő közönség előtti felvételé és a külön színen történő fellépésé is. Ebben az időben comedy workshopot is tartott a Brandeis-Bardin Institute-ban. Volt egy ilyen idézete: "A humort nem lehet tanítani: vagy van valakinek, vagy nincs."
A műsor nagyon népszerű volt; hosszú ideig uralta a nézettségi listákat. Megpróbálták a rádióba is átültetni, de ez nem járt sikerrel.
Az I Love Lucy 1957-ben ért véget.

## Halála
1989. április 18.-án mellkasi fájdalomra panaszkodott, így a Cedars-Sinai Medical Center kórházba vitték, ahol megműtötték.
Április 26.-án súlyos hátfájással ébredt, és elvesztette az eszméletét. 5 óra 47 perckor hunyt el, 77 éves korában.